# Graaf van Lohn

Het wapen van de Heren van Loon

Graaf van Lohn (Duits: Graf von Lohn) was een Duitse adellijke titel, genoemd naar de plaats Lohn. De titel werd omstreeks 1086 gecreëerd voor Gerardus de Lon, die in dat jaar al beleend was met de titel Graaf van Lohn. Er zijn geen bronnen bekend over de herkomst van de eerste graaf van Lohn. Hoewel er vermoedens bestaan over een mogelijk verwantschap met de tak in Belgisch Limburg, is daar geen bewijs van gevonden.

## Geschiedenis
Na het uiteenvallen van het graafschap Hamaland deelden de graven van Lohn mogelijk mee in de erfenis. Zij verwierven veel allodiale goederen in de graafschap Zutphen en Munsterland. De gebieden Aalten, Bredevoort, Dinxperlo, Hengelo, Neede, Silvolde, Stadtlohn, Südlohn, Varsseveld, en Zelhem maakten deel uit van het graafschap. Volgens sommige bronnen behoorden ook Groenlo, Eibergen, Geesteren daar oorspronkelijk bij. 
De eerste schriftelijk vermelding stamt uit 1086 als er sprake is van een ridder Gerardus de Lon. Als dan 45 jaar later bisschop Werner van Steußlingen tussen het jaar 1131 en 1151 een slot laat bouwen in het dorp Lohn blijkt dat de edelman Godeschalcus de Lon het kasteel onder zijn beheer kreeg. Na de dood van bisschop Werner ontstond een strijd tussen zijn opvolger bisschop Frederik II van Are en Godeschalcus de Lon. Volgens Frederik behoorde het kasteel aan het Bisdom Münster, en was ook gebouwd ter bescherming van dit gebied. In 1152 komt het tot een verdrag. Volgens Godeschalcus was hij samen met Werner van Steußlingen medebeleend aan het kasteel maar was gedwongen te bekennen dat hij het kasteel onrechtmatig onder zijn beheer had gebracht. Onder voorwaarde dat Godeschalcus burgvoogd van het kasteel zou worden. De rechtsgebieden zou hij net als andere vrijgraven namens de bisschop bedienen. Godeschalcus behield echter het slot en zijn graafschap en liet in 1167 dan ook het Kasteel Bredevoort bouwen.
Het graafschap Lohn lag ingeklemd tussen Münster en Gelre, en werd een speelbal tussen de twee machten. Uiteindelijk konden de graven van Lohn zich niet meer handhaven, en verviel het gebied in 150 jaar tijd aan de graaf van Gelre, de Heren van Borculo, de Heren van Wisch en het Bisdom Münster.
Hieronder staat een lijst van graven van Loon.

## Huis van Loon
- 1085-1092: Gerardus de Lohn

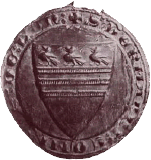
Zegel van Lohn

- 1092-1110: Godschalk I van Lohn zoon van Gerardus
- 1110-1152: Gerhard II van Lohn, zoon van Godschalk I
- 1152-1185: Godschalk II van Lohn,zoon van Gerhard II
- 1180-1221: Gerhard III van Lohn, zoon van Godschalk II
- 1221–1252: Herman van Lohn, zoon van Gerhard III
- 1252–1316: Herman van Lohn II, zoon van Herman van Lohn

In 1316 verdwijnt het graafschap geheel als Herman II kinderloos overlijdt. Als er mannelijke nakomelingen waren geweest zou het graafschap of Gelders zijn geworden, of haar rijksonmiddellijkheid zoals bijvoorbeeld het Graafschap Steinfurt en de Gemen tegen Gelre en Münster hebben kunnen handhaven.